# Sports Car Classic 2019
Navigation
Édition précédente Édition suivante
Le Sports Car Classic 2019 (officiellement appelé le 2019 Chevrolet Détroit Grand Prix) a été une course de voitures de sport organisée sur le Circuit de Belle Isle au Michigan, aux États-Unis, qui s'est déroulée le 2 juin 2019 dans le cadre du Grand Prix automobile de Détroit. Il s'agissait de la cinquième manche du championnat WeatherTech SportsCar Championship 2019 et les voitures de catégories Prototype (P) et Grand Tourisme Daytona (GTD) ont participé à la course.

## Circuit

Circuit de Belle Isle.

Le circuit de Belle Isle (The Raceway on Belle Isle en anglais) est un circuit automobile temporaire qui emprunte les allées du parc de Belle Isle à Détroit, Michigan, États-Unis, et qui accueille tous les ans (ou presque) le Grand Prix automobile de Detroit.

## Qualifications
| Pos. | Classe | N° | Équipe                                                   | Pilote               | Temps          | Écart         |
| 1    | DPi    | 6  | Acura Team Penske                                        | Juan Pablo Montoya   | 1 min 19 s 373 |               |
| 2    | DPi    | 7  | Acura Team Penske                                        | Hélio Castroneves    | 1 min 19 s 580 | + 0 s 207     |
| 3    | DPi    | 55 | Mazda Team Joest                                         | Jonathan Bomarito    | 1 min 19 s 960 | + 0 s 587     |
| 4    | DPi    | 31 | Whelen Engineering Racing                                | Pipo Derani          | 1 min 19 s 991 | + 0 s 618     |
| 5    | DPi    | 5  | Mustang Sampling Racing                                  | João Barbosa         | 1 min 20 s 239 | + 0 s 866     |
| 6    | DPi    | 10 | Konica Minolta Cadillac DPi-V.R                          | Renger van der Zande | 1 min 20 s 448 | + 1 s 075     |
| 7    | DPi    | 77 | Mazda Team Joest                                         | Tristan Nunez        | 1 min 20 s 508 | + 1 s 135     |
| 8    | DPi    | 84 | JDC Miller Motorsports                                   | Simon Trummer        | 1 min 20 s 663 | + 1 s 290     |
| 9    | DPi    | 50 | Juncos Racing                                            | Victor Franzoni (en) | 1 min 21 s 075 | + 1 s 702     |
| 10   | DPi    | 85 | JDC Miller Motorsports                                   | Mikhail Goikhberg    | 1 min 23 s 313 | + 3 s 940     |
| 11   | DPi    | 54 | CORE Autosport                                           | Jonathan Bennett     | 1 min 24 s 631 | + 5 s 258     |
| 12   | GTD    | 73 | Park Place Motorsports                                   | Zacharie Robichon    | 1 min 29 s 735 | + 10 s 362    |
| 13   | GTD    | 57 | Heinricher Racing avec Meyer Shank Racing                | Christina Nielsen    | 1 min 30 s 126 | + 10 s 753    |
| 14   | GTD    | 86 | Meyer Shank Racing avec Curb Agajanian Performance Group | Trent Hindman        | 1 min 30 s 242 | + 10 s 869    |
| 15   | GTD    | 14 | AIM Vasser-Sullivan                                      | Richard Heistand     | 1 min 30 s 453 | + 11 s 080    |
| 16   | GTD    | 12 | AIM Vasser-Sullivan                                      | Frankie Montecalvo   | 1 min 30 s 505 | + 11 s 132    |
| 17   | GTD    | 48 | Paul Miller Racing                                       | Ryan Hardwick        | 1 min 30 s 763 | + 11 s 390    |
| 18   | GTD    | 76 | Compass Racing                                           | Matt Plumb (en)      | 1 min 30 s 814 | + 11 s 441    |
| 19   | GTD    | 44 | Magnus Racing                                            | John Potter          | 1 min 30 s 926 | + 11 s 553    |
| 20   | GTD    | 63 | WeatherTech Racing                                       | Cooper MacNeil       | 1 min 31 s 953 | + 12 s 580    |
| 21   | GTD    | 74 | Lone Star Racing                                         | Gar Robinson         | 1 min 31 s 970 | + 12 s 597    |
| 22   | GTD    | 8  | Starworks Motorsport                                     | Pas de temps         | Pas de temps   | Pas de temps  |
| 23   | GTD    | 96 | Turner Motorsport                                        | Temps annulés        | Temps annulés  | Temps annulés |

- Les temps de la BMW M6 GT3 n°96 de l'écurie Turner Motorsport ont été annulés pour cause de carrossage non conforme lors de l'inspection post-qualification[2],[3].

## Course

### Classement de la course
- Les vainqueurs de chaque catégorie sont signalés par un fond jauni.

| Pos | Classe | no | Écurie                                                   | Pilotes                            | Châssis                         | Tours | Temps               |
| Pos | Classe | no | Écurie                                                   | Pilotes                            | Moteur                          | Tours | Temps               |
| --- | ------ | -- | -------------------------------------------------------- | ---------------------------------- | ------------------------------- | ----- | ------------------- |
| 1   | DPi    | 6  | Acura Team Penske                                        | Dane Cameron Juan Pablo Montoya    | Acura ARX-05                    | 58    | 1 h 40 min 15 s 563 |
| 1   | DPi    | 6  | Acura Team Penske                                        | Dane Cameron Juan Pablo Montoya    | Acura AR35TT 3,5 l V6 Turbo     | 58    | 1 h 40 min 15 s 563 |
| 2   | DPi    | 31 | Whelen Engineering Racing                                | Felipe Nasr Pipo Derani            | Cadillac DPi-V.R                | 58    | + 0 s 820           |
| 2   | DPi    | 31 | Whelen Engineering Racing                                | Felipe Nasr Pipo Derani            | Cadillac 5,5 l V8 Atmo          | 58    | + 0 s 820           |
| 3   | DPi    | 7  | Acura Team Penske                                        | Hélio Castroneves Ricky Taylor     | Acura ARX-05                    | 58    | + 14 s 887          |
| 3   | DPi    | 7  | Acura Team Penske                                        | Hélio Castroneves Ricky Taylor     | Acura AR35TT 3,5 l V6 Turbo     | 58    | + 14 s 887          |
| 4   | DPi    | 84 | JDC Miller Motorsports                                   | Simon Trummer Stephen Simpson      | Cadillac DPi-V.R                | 58    | + 15 s 050          |
| 4   | DPi    | 84 | JDC Miller Motorsports                                   | Simon Trummer Stephen Simpson      | Cadillac 5,5 l V8 Atmo          | 58    | + 15 s 050          |
| 5   | DPi    | 85 | JDC Miller Motorsports                                   | Mikhail Goikhberg Tristan Vautier  | Cadillac DPi-V.R                | 58    | + 16 s 205          |
| 5   | DPi    | 85 | JDC Miller Motorsports                                   | Mikhail Goikhberg Tristan Vautier  | Cadillac 5,5 l V8 Atmo          | 58    | + 16 s 205          |
| 6   | DPi    | 5  | Mustang Sampling Racing                                  | João Barbosa Filipe Albuquerque    | Cadillac DPi-V.R                | 58    | + 22 s 583          |
| 6   | DPi    | 5  | Mustang Sampling Racing                                  | João Barbosa Filipe Albuquerque    | Cadillac 5,5 l V8 Atmo          | 58    | + 22 s 583          |
| 7   | DPi    | 54 | CORE Autosport                                           | Jonathan Bennett Colin Braun       | Nissan Onroak DPi               | 58    | + 26 s 978          |
| 7   | DPi    | 54 | CORE Autosport                                           | Jonathan Bennett Colin Braun       | Nissan VR38DETT 3,8 l V6 Turbo  | 58    | + 26 s 978          |
| 8   | DPi    | 50 | Juncos Racing                                            | William Owen Victor Franzoni (en)  | Cadillac DPi-V.R                | 58    | + 27 s 390          |
| 8   | DPi    | 50 | Juncos Racing                                            | William Owen Victor Franzoni (en)  | Cadillac 5,5 l V8 Atmo          | 58    | + 27 s 390          |
| 9   | DPi    | 10 | Konica Minolta Cadillac DPi-V.R                          | Renger van der Zande Jordan Taylor | Cadillac DPi-V.R                | 57    | + 1 tour            |
| 9   | DPi    | 10 | Konica Minolta Cadillac DPi-V.R                          | Renger van der Zande Jordan Taylor | Cadillac 5,5 l V8 Atmo          | 57    | + 1 tour            |
| 10  | DPi    | 77 | Mazda Team Joest                                         | Oliver Jarvis Tristan Nunez        | Mazda RT24-P                    | 57    | + 1 tour            |
| 10  | DPi    | 77 | Mazda Team Joest                                         | Oliver Jarvis Tristan Nunez        | Mazda MZ-2.0T 2,0 l I4 Turbo    | 57    | + 1 tour            |
| 11  | GTD    | 14 | AIM Vasser-Sullivan                                      | Richard Heistand Jack Hawksworth   | Lexus RC F GT3                  | 56    | + 2 tours           |
| 11  | GTD    | 14 | AIM Vasser-Sullivan                                      | Richard Heistand Jack Hawksworth   | Lexus 5,0 l V8                  | 56    | + 2 tours           |
| 12  | GTD    | 73 | Park Place Motorsports                                   | Patrick Long Zacharie Robichon     | Porsche 911 GT3 R               | 56    | + 2 tours           |
| 12  | GTD    | 73 | Park Place Motorsports                                   | Patrick Long Zacharie Robichon     | Porsche 4,0 l Flat-6 Atmo       | 56    | + 2 tours           |
| 13  | GTD    | 12 | AIM Vasser-Sullivan                                      | Frankie Montecalvo Townsend Bell   | Lexus RC F GT3                  | 56    | + 2 tours           |
| 13  | GTD    | 12 | AIM Vasser-Sullivan                                      | Frankie Montecalvo Townsend Bell   | Lexus 5,0 l V8                  | 56    | + 2 tours           |
| 14  | GTD    | 44 | Magnus Racing                                            | Andy Lally John Potter             | Lamborghini Huracán GT3 Evo     | 56    | + 2 tours           |
| 14  | GTD    | 44 | Magnus Racing                                            | Andy Lally John Potter             | Lamborghini 5,2 l V10 Atmo      | 56    | + 2 tours           |
| 15  | GTD    | 48 | Paul Miller Racing                                       | Bryan Sellers Ryan Hardwick        | Lamborghini Huracán GT3 Evo     | 56    | + 2 tours           |
| 15  | GTD    | 48 | Paul Miller Racing                                       | Bryan Sellers Ryan Hardwick        | Lamborghini 5,2 l V10 Atmo      | 56    | + 2 tours           |
| 16  | GTD    | 8  | Starworks Motorsport                                     | Ryan Dalziel Parker Chase          | Audi R8 LMS                     | 56    | + 2 tours           |
| 16  | GTD    | 8  | Starworks Motorsport                                     | Ryan Dalziel Parker Chase          | Audi 5,5 l V10 Atmo             | 56    | + 2 tours           |
| 17  | GTD    | 74 | Lone Star Racing                                         | Gar Robinson Lawson Aschenbach     | Mercedes-AMG GT3                | 56    | + 2 tours           |
| 17  | GTD    | 74 | Lone Star Racing                                         | Gar Robinson Lawson Aschenbach     | Mercedes-AMG M159 6,2 l V8      | 56    | + 2 tours           |
| 18  | GTD    | 76 | Compass Racing                                           | Matt Plumb (en) Paul Holton        | McLaren 720S GT3                | 56    | + 2 tours           |
| 18  | GTD    | 76 | Compass Racing                                           | Matt Plumb (en) Paul Holton        | McLaren M840T 4,0 l V8 Bi-Turbo | 56    | + 2 tours           |
| 19  | GTD    | 57 | Heinricher Racing avec Meyer Shank Racing                | Katherine Legge Christina Nielsen  | Acura NSX GT3 Evo               | 56    | + 2 tours           |
| 19  | GTD    | 57 | Heinricher Racing avec Meyer Shank Racing                | Katherine Legge Christina Nielsen  | Acura 3,5 l V6 Turbo            | 56    | + 2 tours           |
| 20  | GTD    | 96 | Turner Motorsport                                        | Bill Auberlen Robby Foley          | BMW M6 GT3                      | 53    | Abandon             |
| 20  | GTD    | 96 | Turner Motorsport                                        | Bill Auberlen Robby Foley          | BMW P63 4,4 l V8 Turbo          | 53    | Abandon             |
| 21  | DPi    | 55 | Mazda Team Joest                                         | Jonathan Bomarito Harry Tincknell  | Mazda RT24-P                    | 39    | Abandon             |
| 21  | DPi    | 55 | Mazda Team Joest                                         | Jonathan Bomarito Harry Tincknell  | Mazda MZ-2.0T 2,0 l I4 Turbo    | 39    | Abandon             |
| 22  | GTD    | 86 | Meyer Shank Racing avec Curb Agajanian Performance Group | Mario Farnbacher Trent Hindman     | Acura NSX GT3 Evo               | 20    | Abandon             |
| 22  | GTD    | 86 | Meyer Shank Racing avec Curb Agajanian Performance Group | Mario Farnbacher Trent Hindman     | Acura 3,5 l V6 Turbo            | 20    | Abandon             |
| 23  | GTD    | 63 | WeatherTech Racing                                       | Cooper MacNeil Toni Vilander       | Ferrari 488 GT3                 |       | Abandon             |
| 23  | GTD    | 63 | WeatherTech Racing                                       | Cooper MacNeil Toni Vilander       | Ferrari F154CB 3,9 l V8 Turbo   |       | Abandon             |

## Pole position et record du tour
- Pole position :  Juan Pablo Montoya (#6 Acura Team Penske) en 1 min 19 s 373
- Meilleur tour en course :  Felipe Nasr (#31 Whelen Engineering Racing) en 1 min 20 s 923

## Tours en tête
- no 6 Acura ARX-05 - Acura Team Penske : 51 tours (1-19 / 26-33 / 35-58)[5]
- no 77 Mazda RT24-P - Mazda Team Joest : 6 tours (20-25)
- no 5 Cadillac DPi-V.R - Mustang Sampling Racing : 1 tour (34)

## À noter
- Longueur du circuit : 3,33 km
- Distance parcourue par les vainqueurs : 193,14 km